# تنریف (ماگدالنا)
تنریف (انگلیسی: Tenerife, Magdalena) نام شهری در کشور کلمبیا است.